# رايان توريرو
رايان دانييل توريرو روخاس (من مواليد 1 سبتمبر 1990)، المعروفة باسم رايان توريرو، هي لاعبة كرة قدم تشيلية أمريكية المولد تلعب كحارس مرمى لفريق سانتياغو مورنينغ والمنتخب التشيلي النسائي.

## روابط خارجية
- رايان توريرو على موقع الاتحاد الدولي (مؤرشف)  (الإنجليزية)
- رايان توريرو على موقع قاعدة بيانات كرة القدم.إي يو (الإنجليزية)
- رايان توريرو على موقع Soccerway.com (الإنجليزية)
- رايان توريرو على موقع عالم كرة القدم.نت (الإنجليزية)